# جون أ. دوسن
جون أ. دوسن هو سياسي كندي، ولد في 1826 في Pictou ‏ في كندا، وتوفي بنفس المكان في 31 أكتوبر 1902. نشط حزبياً في الحزب الليبرالي الكندي. وقد انتخب عضو مجلس العموم الكندي.